# おはようジャーナル
『おはようジャーナル』は、1984年4月3日から1991年3月29日までNHK総合で放送された生活情報番組である。

## 概要
当番組は『奥さんごいっしょに』をルーツとする平日朝の情報ワイドショーで、生活に直接影響する身近な問題や暮らしの知恵を、取材したレポーターによるVTRや、有識者、芸能人・著名人を交えたスタジオでの議論などを交えて展開した。
中でも終戦記念日前後に特集で放送された「戦争を知ってますか? 〜子供たちへのメッセージ〜」は、第2次世界大戦（太平洋戦争）を風化させないために語り継ぐシリーズとして定着した。
1991年1月17日の放送は「緊張続く湾岸情勢」と題した特集を放送していたが、8時43分に「多国籍軍イラク攻撃」の速報テロップで湾岸戦争開戦の第一報を流す。8時52分から報道特別番組に移行した。

## 司会者
- 山根基世
- 古屋和雄
- 町永俊雄

（両名とも当時NHK放送センターアナウンサー）